# Liste der politischen Parteien im Libanon
Viele politische Parteien im Libanon existieren bereits seit der französischen Mandatszeit. Der Libanon ist daher (neben dem Irak seit 2003 und Tunesien seit 2011) der einzige arabische Staat, in dem ein echtes Mehrparteiensystem herrscht.

## Geschichte
Der Libanon ist, neben Tunesien, das einzige demokratisch regierte Land in der arabischen Welt und neben der Türkei und Israel das einzige im Nahen Osten. Das politische System des Landes basiert auf einer Republik, in welchem die zahlreichen unterschiedlichen Religionen des Landes paritätisch an der Macht mitwirken können (Prinzip der Konkordanzdemokratie). Die Abgeordnetensitze in der Nationalversammlung werden frei gewählt und gleichzeitig nach einem Schlüssel proportional zu den Anteilen der Religionen an der Gesamtbevölkerung verteilt – unterschiedliche politische Parteien können somit gegeneinander antreten. Dies wird so seit 1989 im Abkommen von Taif geregelt, vorher (ab 1975) rangen die verschiedenen politischen und religiösen Gruppen im Libanesischen Bürgerkrieg militärisch um die Macht. Dennoch betrachtete man den Libanon bis zum Bürgerkrieg aufgrund der Demokratie und des Friedens als Schweiz des Nahen Ostens.
Am 6. Mai 2018 fanden in Libanon die ersten Parlamentswahlen seit neun Jahren statt. Die Kandidaten kämpften um 128 Sitze, die nach einem strengen sektiererischen System der Machtteilung auf elf religiöse Gruppen aufgeteilt wurden. Die Abstimmung für das Parlament mit 128 Sitzen wurde nach einem komplexen neuen Gesetz abgehalten, das die Wahlkreise umgestaltet und ein System mit allen Gewinnern durch ein proportionales System ersetzt hatte. Die Sitze sind nach einer sektiererischen Quote aufgeteilt. Folgende Parteien waren an den Wahlen beteiligt:
- Die Hisbollah
- Die Zukunftsbewegung um Saad Hariri, der von 2016 Premierminister des Libanon war.
- Die Freie Patriotische Bewegung (FPM), gegründet vom maronitisch-christlichen Politiker Michel Aoun.
- Die Kata’ib, maronistisch-christlich. Parteichef ist  Samy Gemayel.
- Die Amal-Bewegung, schiitisch, war ein Bürgerkriegsgegner der Hisbollah, ist jedoch seit dem Ende des Konflikts eng mit der Gruppe verbunden. Sie wird von Nabih Berri geleitet, der seit 1992 Parlamentspräsident ist.
- Die Progressive Sozialistische Partei (PSP), angeführt von Walid Jumblat, der stärksten Figur in der libanesischen drusischen Minderheit. Jumblatt erbte seine Rolle von seinem ermordeten Vater Kamal und war ein bekannter Bürgerkriegsführer. Jumblatt übergibt die Autorität an seinen Sohn Taymour, der bei den Wahlen 2018 an seiner Stelle kandidierte.
- Die libanesischen Kräfte, angeführt vom maronitisch-christlichen Politiker Samir Geagea.
- Die Armenische Revolutionäre Föderation, armenisch-orthodox
- Die Partei des Nationalen Dialogs  (حزب الحوار الوطني), Partei von Fouad Makhzoumi (alleiniger Abgeordneter)